# 繆襲
繆 襲（きゅう しゅう、186年 - 245年）は、後漢末期から三国時代の魏にかけての人物。字は熙伯。徐州東海郡蘭陵県の出身。父は繆斐。子は西晋の光禄大夫の繆悦。曹操・曹丕・曹叡・曹芳と魏の創業から四代に仕えた。

## 略歴
繆襲は学識に恵まれ、著述する所が多く、官位は、尚書・光禄勲に至ったという。また仲長統とは友人であり、その人を高く評価して、その著作である『昌言』を上表した（『統昌言表』）。
魏の鼓吹曲を多数作詞した。唐代に成立した正史『宋書の「楽志」には、歴代王朝の兵士の士気高揚と慰安を兼ねた軍楽である鼓吹曲が収められており、その中に繆襲作の12篇が含まれている。
また、曹丕の命により『皇覧』の編纂に従事したようである（『楽府詩集』、および『隋書』経籍志に名が残る）。
その後、曹叡の代になると、魏の国史である『魏書』の編纂にも衛覬らと共に参画したという（劉知幾の『史通』古今正史篇による）。
正始6年（245年）、60歳にて卒した。